# Blankskáli
Blankskáli (egyes forrásokban Blankaskáli) egy elhagyott település Feröer Kalsoy nevű szigetén.

## Földrajz
A sziget délnyugati csücskében fekszik.

## Történelem
Első írásos említése 1584-ből származik, ekkor négy ház állt a faluban (Suður í Stovu (Kongsstovan), Miðstovan, Uttari í Húsi és Lykkershús). Mezőgazdasági művelés szempontjából kedvező helyen feküdt, és feltehetőleg ez volt a sziget legrégebbi települése.
1809-ben egy hólavina sújtotta Blankskálit. Bár a település nem szenvedett súlyos károkat, 1812-ben a lakosok elhagyták Blankskálit, és egy biztosabb helyre mentek, ahol megalapították Syðradalurt. Azóta lakatlan.

## Népesség
| Év   | Lakosság |
| ---- | -------- |
| 1801 | 29       |

### Külső hivatkozások
- (angolul) Blankskáli, Faroestamps.fo
- (angolul) Pictures from Syðradalur[halott link], Faroestamps.fo
- (angolul) Syðradalur, Kalsoy, Faroeislands.dk